# Tirsted-stenen
Tirsted-stenen er en runesten, der i 1627 blev fundet i Tirsted på Lolland. Stenen var oprindeligt muret ind i den sydlige kirkegårdsmur ved Tirsted Kirke (no), men siges at være flyttet hertil fra en gravhøj, som lå øst for kirken og havde navnet Runestenshøj.
Endnu i 1889 kaldtes en bro mellem Gerringe og Nebbelunde Runestensvad; ved en høj her har Tirstedstenen formodentlig oprindelig været rejst. Ved kongeligt reskript fra Christian 5. blev stenen i 1652 krævet til København, men den nåede ikke længere end til havnen i Nysted. Her lå den indtil starten af 1800-tallet, hvor den blev ført til København. I 1817 kom den til Trinitatis Kirkes kirkegård, og i 1867 til Nationalmuseet, hvor den i dag har den centrale plads i Runehallen. Hele den midterste og venstre del af stenen er oversået med skåltegn fra bronzealderen, hvilket viser, at den ca. 2000 år før dens anvendelse som runesten har været anvendt som kultsten. Rammelinjerne afsluttes mod toppen af flettede knuder.
Den 16. februar 2020 blev en nøjagtig kopi af stenen indviet ved Tirsted Kirke. Menighedsrådet brugte ca. 51.000 DKK på at få den genskabt.

## Indskrift
| Translitteration | Side A ąsraþr auk hiltu(-)-R raisþu stain þansi aft frąþa frąnti sin sin ian han uas þą fąink uaiRa Side B ian han uarþ tauþr ą suąþiauþu auk uas furs i frikis iąþi þą aliR uikikaR                                           |
| Transskription   | Āsrāðr ok Hildu[ng]R/Hildv[ig]R/Hildu[lf]R ræisþu stæin þannsi æft Frāða/Frǣða, frǣnda sinn sinn, en hann vas þā fǣkn(?) vera, en hann varð dauðr ā Svīþiūðu ok vas fyrs[t](?) ī(?) Friggis(?) liði(?) þā alliR vīkingaR.      |
| Oversættelse     | Asråd og Hildung (ell. Hildvig/Hildulf) rejste denne sten efter Frede, deres frænde, men han var da mændenes skræk(?), og han fandt døden i Svitjod (Sverige) og var først(?) i Friggis(?) skare(?) derefter(?) alle vikinger. |

Indskriften er ordnet i parallelordning over to sammenstødende sider, som tilsammen danner stenens bredside. Indskriften er meget vanskelig at tolke og en endelig tydning er ikke givet. I sekvensen fąink uaiRa tolker Lis Jacobsens det sidstnævnte ord som gen. plur. af verr '(ægte)mand', hvilket forudsætter, at R-runen benyttes for r-runen. Her er Erik Moltkes tolkning fra 1976 fulgt.